# 追分温泉
追分温泉（おいわけおんせん）は、宮城県石巻市北上町にある温泉（鉱泉）。

## 泉質
- 放射能冷鉱泉
  - 泉温、phについては不明、ラジウムを多く含む。
- 源泉温度が低いため、40℃に加温している。

## 温泉地
登米市との市境近くの県道64号線沿いの山中に、日帰り入浴も扱う一軒宿の「追分温泉」が存在する。建物は木造校舎のような造りになっている。
館主が造る旬に合わせた、海と山の幸の料理は評判を得ている。

## 歴史
開湯は第二次世界大戦後。鉱山として働いていた初代が山から湧出する鉱泉に効能があることに気づいた。鉱泉を沸かして、1952年（昭和27年）に湯治場を開いたのが始まり。

## アクセス
- JR気仙沼線・柳津駅より車で25分。

- 三陸沿岸道路河北ICより県道64号経由、車で30分。